# 戈登·史圖特
戈登·史圖特（英文：Gordon Stout）於1952年10月5日在美國堪薩斯威奇托出世，是一位美國敲擊樂演奏家，作曲家和專業的馬林巴琴教育家。
他跟隨約瑟·施汪納，薩繆爾·阿德勒和華倫·本森學習作曲，並跟隨詹姆斯·薩爾蒙和約翰·貝克學習演奏敲擊樂。 他為馬林巴琴創作的許多作品，包括馬林巴琴的兩首墨西哥舞曲。戈登·史圖特為馬林巴琴所創作的兩首墨西哥舞曲已經成為全世界學習馬林巴琴的必修曲目。

## 職業生涯
作為一名馬林巴琴演奏家，戈登·史圖特曾在美國和加拿大以及歐洲，日本，台灣和墨西哥舉辦過個人演奏會。 1998年夏天，他在日本大阪舉行的世界馬林巴琴節上擔任馬林巴琴表演者。戈登·史圖特在紐約伊薩卡學院音樂學院擔任敲擊樂教授，直至2019年退休。

## 家人
父親：路易·史圖特曾經擔任堪薩斯城交響樂團法國號樂師
母親：堪薩斯城交響樂團長笛樂師

## 作品
前奏曲：冬天之歌(敲擊樂五重奏)
哭泣(1-7)
紐約三聯(馬林巴琴樂團)
路線666(馬林巴琴獨奏及敲擊樂四重奏)
來：珍珠奶茶(馬林巴琴及爵士鼓)
墨西哥之舞兩首(馬林巴琴獨奏)
水晶穹頂（馬林巴琴獨奏）
完整的圓形（馬林巴琴獨奏）

## 唱片
戈登·史圖特及朋友：歡迎來到史圖特之地

## 榮譽
敲擊樂藝術協會名人堂成員